# Evergoderes cabrerai
Evergoderes cabrerai is een rechtvleugelig insect uit de familie sabelsprinkhanen (Tettigoniidae). De wetenschappelijke naam van deze soort is voor het eerst geldig gepubliceerd in 1936 door Bolívar.
1. ↑  (en) Evergoderes cabrerai op de IUCN Red List of Threatened Species.